# Constance Louoba
Constance Louoba, née le 14 juin 1981, est une joueuse congolaise de handball. 
Avec l'équipe nationale de la RD Congo, elle a notamment participé au Championnat du monde 2013 en Serbie.